# 德米特里耶夫卡 (坦波夫州)
德米特里耶夫卡（羅馬化：Dmitriyevka）是俄罗斯坦波夫州的市级镇，为该州尼基福罗夫卡区行政中心及规模最大聚居地。地处坦波夫州西北部，位于顿河流域沃罗涅日河一支流波利诺伊沃罗涅日河（Польной Воронеж）畔，在州府坦波夫西北方。
镇内设有铁路车站尼基福罗夫卡站。R22公路（里海公路）从该镇西侧经过。
该地2022年人口有6,767人；2010年人口8,421；2002年人口9,287；1989年人口9,518。